# Михайловський Віталій Миколайович
Віта́лій Микола́йович Михайло́вський (нар. 10 листопада 1974, Кам'янець-Подільський) — український історик.
Досліджує історію Поділля та руських земель (Руське та Белзьке воєводства) Польського королівства другої половини 14—16 століть; історичну географію Поділля; історію парламентаризму на українських землях у 14 — 17 століттях. 
Кандидат (2004), 
доктор (2013) історичних наук.
Доцент (2013).

## Біографія
Народився 10 листопада 1974 року в Кам'янці-Подільському. 1997 року закінчив історичний факультет Кам'янець-Подільського державного педагогічного інституту (нині Кам'янець-Подільський національний університет імені Івана Огієнка).
Учень Наталії Яковенко. 12 листопада 2004 року в Національному університеті «Києво-Могилянська академія» захистив кандидатську дисертацію «Надавча поземельна політика володарів Західного Поділля (1402—1506 рр.)». 27 серпня 2013 року в Інституті українознавства ім. І. Крип'якевича НАН України (м. Львів) захистив докторську дисертацію «Подільська шляхта у другій половині XIV — 70-х роках XVI століття».
Виявив у Варшавському архіві давніх актів найдавнішу на сьогодні писемну згадку про Хмельницький: Плоскирівці, які стали теперішнім Хмельницьким, 10 лютого 1431 року за сто гривень польський король Владислав II Ягайло у c. Сопот (давнє Сандомирське воєводство) записав Янові Чанстуловському. Як зазначив Віталій Михайловський, «це відкриття сталося цілком несподівано. Просто підіймався шар документів тієї пори».
Викладав середньовічну та ранньомодерну історію України в Київському університеті імені Бориса Грінченка та історію руських земель у складі Польського королівства (1340—1572) в Національному університеті «Києво-Могилянська академія».
В 2012 р. у київському видавництві «Темпора» побачила світ монографія «Еластична спільнота. Подільська шляхта в другій половині XIV — 70-х роках XVI ст.». В 2018 р. видавництво «Темпора» видало перші дві книжки з серії «Студії з історії парламентаризму на українських землях у XIV—XX ст.».
З вересня 2015 до червня 2016 р. очолював кафедру історії України у Київському університеті імені Бориса Грінченка.

## Праці
Монографії
- Еластична спільнота. Подільська шляхта в другій половині XIV — 70-х роках XVI ст. — Київ: Темпора, 2012. — xxviii + 448 c., іл., карти.
- «Прикладом своїх предків…» (Вступ) // «Прикладом своїх предків…». Історія парламентаризму на українських землях у 1386—1648 роках: Польське королівство та Річ Посполита / Віталій Михайловський, Олексій Вінниченко, Ігор Тесленко, Петро Кулаковський / За ред. Віталія Михайловського [= Студії з історії парламентаризму на українських землях у XIV—XX ст. — Том I ] — Київ: Темпора, 2018. — 384 с.
- Бібліографія парламентаризму на українських землях до 1648 року: Польське королівство, Велике князівство Литовське, Річ Посполита [= Студії з історії парламентаризму на українських землях XIV—XX ст. — Том II ]. Київ: Темпора, 2018. — с 192 с.
- European Expansion and the Contested Borderlands of Late Medieval Podillya, Ukraine. — Arc Humanities Press, 2019. — 188 p.
- Історія, мова, географія: топоніми середньовічного Поділля. — Київ: Темпора, 2021. — 412 с.
- Наші королі — Reges nostri. Володарі та династії в історії України (1340—1795). — Київ: Темпора, 2023. — 436 с.
- Reges nostri Władcy i dynastie w historii Ukrainy (1340—1795). — Krosno: Ruthenus, 2024. — 280 s.
- Reges nostri. Our Kings. Monarchs and dynasties in the history of Ukraine (1340—1795). — Krosno: Ruthenus, 2024. — 280 p.

Статті
- Земельні надання Владислава II — джерело до історії Поділля в першій третині XV ст. // Молода нація. — 2000 . — № 1. — С. 246—264.
- Чотири надання для родини Гинковичів (20-ті — 40-ві рр. XV ст.) // Молода нація. — 2000. — № 4. — С. 129—136 .
- Початки уряду кам'янецького генерального старости (1431—1446 рр.) // Київська старовина. — 2001. — № 3. — С. 163—169 .
- Матеріали до itineraria подільських воєвод, каштелянів і старост у XV ст. // Молода нація. — 2001. — № 3. — С. 149—168 .
- Документи подільських (кам'янецьких) генеральних старост на заставу королівщин (1442—1506 рр.) // Київська старовина. — 2003. — № 2. — C. 65—81. [Архівовано 12 вересня 2014 у Wayback Machine.]
- Привілей короля Владислава III на Кам'янецьке староство для Теодорика з Бучача 1442 р. // Наукові праці Кам'янець-Подільського державного педагогічного університету. Історичні науки. — Кам'янець-Подільський, 2003 . — Т. 11. — C. 44—58.
- Роздача земельної власності на Західному Поділлі за Владислава II Яґайла (1402—1413, 1431—1434) // Вісник Львівського університету. Серія історична. — 2003. — Вип. 38. — С. 595—630.
- Перші згадки про населені пункти Західного Поділля на підставі королівських, великокнязівських та старостинських привілеїв (1402—1444) // Історико-географічні дослідження в Україні. Збірка наукових праць. — К. : Інститут історії, 2003. — Число 6. — С. 213—239.
- Західне Поділля під володінням Вітовта у 1411—1430 роках: надавча політика у світлі документів // До джерел. Збірник наукових праць на пошану Олега Купчинського з нагоди його 70-річчя. — Київ — Львів, 2004. — T. 2. — С. 110—128.
- Надання земельної власності у Подільському воєводстві за панування Владислава III (1434—1444) // Український археографічний щорічник. — К., 2004. — Випуск 8/9. — С. 227—265.
- Джерельні згадки про Проскурів у XV столітті // Український археографічний щорічник. — К., 2004. — Випуск 8/9. — С. 771. http://www.nbuv.gov.ua/portal/soc_gum/uashch/2004_8-9/Myhajlovsky.pdf
- Надавча поземельна політика володарів Західного Поділля (1402—1506 рр.) [Текст]: автореф. дис… канд. іст. наук: 07.00.01. — К. : Національний ун-т «Києво-Могилянська академія». — К., 2004 . — 16 с.
- Велика земельна власність на західному Поділлі у XV ст. (на прикладі документів для Шафранців та Одровонжів) // Kamieniec Podolski: Studia z dziejów miasta i regionu / Pod redakcją Feliksa Kiryka. — T. 2. — Kraków: Wydawnictwo Naukowe Akademii Pedagogicznej, 2005 . — S. 90—98.
- Земельні надання за часів панування Яна-Ольбрахта (1492—1501) та Олександра (1501—1506) // Місто Хмельницький в контексті історії України. Матеріали наукової конференції, присвяченої встановленню дати «1431 рік» датою найдавнішої згадки про Хмельницький в історичних документах / Ред. кол. Л. В. Баженов, В. М. Ботушанський, І. С. Винокур та ін. — Хмельницький—Кам'янець-Подільський, 2006 . — С. 174—181 .
- Роздача земельної власності у Подільському воєводстві за Казимира IV (1448—1992) // Записки наукового товариства імені Шевченка. — Львів, 2006. — Т. 251. — С. 399—438.
- Формування латифундії Миколая Бедриха з Бедриховець у Подільському воєводстві у другій половині XV ст. // Університет. — 2006 . — № 6. — C. 9-17.
- Документ для кам'янецького підстарости Яна Срочицького 1527 року на пляц у Кам'янці (історії однієї родини з Поділля у XVI ст) [Архівовано 8 березня 2016 у Wayback Machine.] // Регіональна історія України. Збірник наукових статей / Головний редактор В. Смолій. — К. : Інститут історії України НАН України, 2008 . — Вип. 2. — С. 273—284 .
- Nużny człowiek. Szkic do dziejów starostwa Kamienieckiego w drugiej połowie XVI wieku // Historia vero testis temporum. Księga honorowa ku czi prof. Krzysztofa Baczkowskiego. — Kraków, 2008 . — S. 527—533 .
- Описи кам'янецького та летичівського замків 1613 р. // Наукові праці Кам'янець-Подільського національного університету імені Івана Огієнка. Історичні науки. — Том 18. На пошану професора В. С. Степанкова. — Кам'янець-Подільський, 2008 . — С. 98-116 . http://www.nbuv.gov.ua/portal/Soc_Gum/Npkpnu/Ist/2008_18/18.10%20Myhajlowskyj.htm [Архівовано 1 жовтня 2011 у Wayback Machine.]
- Як подільська шляхта означувала свою територію (за матеріалами комісарських свідчень 1564 р.) // Наукові записки. Збірник молодих вчених та аспірантів / Інститут археографії та джерелознавства ім. М. С. Грушевського НАН України. — Т. 19 (y 2-х кн.). Тематичний випуск: «Джерла локальної історії: методи дослідження, проблеми інтерпретації, популяризація». Кн. I . — К., 2009 . — С. 158—169 . http://www.nbuv.gov.ua/portal/Soc_Gum/Nzzpmv/2009_19_1/NZ!19%28158-169%29.pdf
- Правління Коріатовичів на Поділлі (1340-ві — 1394 рр.): соціальна структура князівського оточення] // Український історичний журнал. — К. : «Дієз-продукт», 2009. — № 5. — С. 34—47.
- Летичів // Українська історична енциклопедія. — К., 2009 . — Т. 6. — С. 129—130 . http://history.org.ua/?l=EHU&verbvar=Letich%B3v&abcvar=15&bbcvar=6
- Януш Марек Куртика // Український історичний журнал. — 2010 . — № 3. — С. 234—236 . http://history.org.ua/JournALL/journal/2010/3/24.pdf
- Васальні стосунки князів Коріатовичів із Казимиром III та Людовіком Угорським // Український історичний журнал. — К. : «Дієз-продукт», 2010 . — № 4. — С. 4—15. http://history.org.ua/JournALL/journal/2010/4/3.pdf
- Історія одного розмежування біля Крилоса в 1412 році // Вісник львівського університету. Серія історична. — Львів, 2010 . — Вип. 45. — С. 521—544 .
- Historiografia ukraińska w ciągu ostatnich piętnastu lat // Widziane z zewnątrz. — Warszawa, 2011 . — Tom I . — S. 219—226 .
- Південно-східний кордон Корони Польської у XV ст. // Східний світ. — 2011 . — № 3. — С. 108—113 .
- Януш Куртика як історик Поділля // Наукові праці Кам'янець-Подільського національного університету. Історичні науки. — Кам'янець-Подільський, 2011 . — Т. 21. — С. 86-92. http://archive.nbuv.gov.ua/portal/Soc_Gum/Npkpnu/2011_21/20_8.pdf
- Підляське воєводство // Енциклопедія історії України. — К., 2011 . — Т. 8. — С. 237—238 .
- Повіт // Енциклопедія історії України. — К., 2011 . — Т. 8. — С. 283—284 . (у співавторстві з В. С. Шандрою).
- Подільська земля // Енциклопедія історії України. — К., 2011 . — Т. 8. — С. 304 .
- Подільське воєводство // Енциклопедія історії України. — К., 2011 . — Т. 8. — С. 304—305 .
- Подільське генеральне староство // Енциклопедія історії України. — К., 2011 . — Т. 8. — С. 305 .
- Подільське князівство // Енциклопедія історії України. — К., 2011 . — Т. 8. — С. 305—306 .
- Podole po Grunwaldzie (1410—1430): walka Witolda z Jagiełłą // Jogailos ir Vytauto laikai. Mokslinių straipsnių rinkinys, skirtas Žalgirio mūšio 600-osioms metinėms. — Kaunas, 2011. — P. 120—129.
- Ревізія листів" на володіння королівщинами у 1564 р. для родини Бучацьких-Язловецьких-Творовських у Подільському воєводстві // Вісник Кам'янець-Подільського національного університету імені Івана Огієнка. Історичні науки. — Вип. 4. На пошану професора А. О. Копилова. — Кам'янець-Подільський, 2011. — С. 115—125. http://www.nbuv.gov.ua/portal/Soc_Gum/Vkpnui/2011_4/2_10.pdf
- Quod dulce et decorum est pro patria mori. Жолкевські і Жовква // Ї. Незалежний культурологічний часопис. — 2012. — Число 67. Режим доступу: http://www.ji.lviv.ua/n67texts/Mychajlovskyj Zolkewski Zowkwa.htm
- Вищі урядники Польського королівства на руських землях у 1434—1506 роках: спроба колективного портрета // Theatrum humanae vitae. Студії на пошану Наталі Яковенко. — К., 2012. — С. 162—177.
- Доля актових книг історичного Поділля: два епізоди з 1595 і 1704 років // Крізь століття. Студії на пошану Миколи Крикуна з нагоди 80-річчя / Українознавча наукова бібліотека НТШ. — Число 33. — Львів, 2012. — С. 396—416.
- Egzekucja dóbr rodziny Buczackich — Jazłowieckich — Tworowskich na Podolu w 1564 roku // Wobec Króla i Rzeczpospolitej Magnateria w XVI—XVIII wieku / Red. Ewa Dubas-Urwanowicz, Jerzy Urwanowicz. — Kraków: Avalon, 2012. — S. 391—408.
- Православні парафії Подільського воєводства за матеріалами поборових реєстрів 1560-х рр. // Український історичний журнал. — 2012. — № 6. — C. 130—144. http://history.org.ua/JournALL/journal/2012/6/10.pdf
- Руське воєводство // Енциклопедія історії України. — К., 2012. — Т. 9. — С. 396—398.
- Руське генеральне староство // Енциклопедія історії України. — К., 2012. — Т. 9. — С. 398—399.
- Руський домен короля // Енциклопедія історії України. — К., 2012. — Т. 9. — С. 399—400.
- Стани (Київська Русь, Польське королівство, ВКЛ, Річ Посполита) // Енциклопедія історії України. — К., 2012. — Т. 9. — С. 798—799.
- Вищі урядники руських воєводств Польського королівства у 1506—1572 роках. Відкрита/закрита група // Проблеми історії країн Центрально-Східної Європи. Збірник наукових праць. — Кам'янець-Подільський, 2012. — Вип. 3. — С. 80—93. http://archive.nbuv.gov.ua/portal/soc_gum/Pikctse/2012_3/P-80-93.pdf
- Генеральний подільський староста Станіслав Лянцкоронський (1510—1535 рр.) // Вісник Кам'янець-Подільського національного університету імені Івана Огієнка. Історичні науки. — Кам'янець-Подільський, 2012. — Вип. 5: На пошану професора М. Б. Петрова. — С. 134—143. http://archive.nbuv.gov.ua/portal/Soc_Gum/Vkpnui/2012_5/2_7.pdfhttp://archive.nbuv.gov.ua/portal/Soc_Gum/Vkpnui/2012_5/2_7.pdf
- Хто представляв Подільське воєводство на сеймах Польського королівства у 1494—1548 рр. // Наукові праці Кам'янець-Подільського національного університету імені Івана Огієнка. — Кам'янець-Подільський, 2012. — Т. 22. — C. 336—346.
- Jak szlachta podolska postrzegała swoje terytorium w latach sześćdziesiątych XVI wieku // Narodziny Rzeczypospolitej. Studia z dziejów średniowiecza i czasów wsczesnonozytnych / Pod red. W. Bukowskiego i T. Jurka. — Kraków : Towarzystwo Naukowe «Societas Vistulana», 2012. — S. 469—478.
- Тестамент Георгія Єдзеєвича Циборовського з 1553 року писаний в Києві // Київська стровина. — 2012. — № 2. — С. 94-97.
- Спитко з Мельштина — володар Західного Поділля в 1395—1399 рр. // Україна в Центрально-Східній Європі. — К. : Інститут історії НАН України, 2013. — Вип. 12—13. — С. 211—224.
- Подільська шляхта в другій половині XIV — 70-х роках XVI ст. / Автореферат дис. на здобуття наук. ступ. доктора іст. наук. — Львів, 2013. — 32 с.
- Феодалізм (розділ «Феодалізм в Україні») // Енциклопедія історії України. — К., 2013. — Т. 10. — С. 283—284. (у співавторстві з К.Галушком)
- Холмська земля // Енциклопедія історії України. — К., 2013. — Т. 10. — С. 404—405.
- Шабульдо Ф. М. // Енциклопедія історії України. — К., 2013. — Т. 10. — С. 588.
- Шляхта // Енциклопедія історії України. — К., 2013. — Т. 10. — С. 647—648.
- Юрій II (Болеслав Тройденович) // Енциклопедія історії України. — К., 2013. — Т. 10. — С. 705—706.
- Ягайло // Енциклопедія історії України. — К., 2013. — Т. 10. — С. 721—722.
- Ягеллони // Енциклопедія історії України. — К., 2013. — Т. 10. — С. 722—723.
- Ян Ольбрахт // Енциклопедія історії України. — К., 2013. — Т. 10. — С. 748—749.
- Зображення подільської земської печатки на документі з 1594 р. // Ministri historiae: pagalbiniai istorijos mokslai Lietuvos Didžiosios Kunigaikštystės tyrimuose: mokslinių straipsnių rinkinys, skirtas dr. Edmundo Antano Rimšos 65-mečio sukakčiai / Lietuvos istorijos institutas; sudarytojai Zigmantas Kiaupa, Jolita Sarcevičienė; [redakcinė kolegija: Zigmantas Kiaupa … [et al.]. — Vilnius : Lietuvos istorijos instituto leidykla, 2013. P. 325—332.
- Результативність сеймів для Подільського воєводства у 1493—1526 рр. за матеріалами Коронної метрики // Patrimonium. Студії з ранньомодерної історії Центрально-Східної Європи XVI—XVIII ст. — Київ—Краків : Laurus — Historia Iagellonica, 2015. — C. 11—30.
- Joanna d'Ark w historiografii sowieckiej i rosyjskiej // Życie, męka, nieśmiertelność. Uniwersalizm kulturowy życia i dzieła Joanny d'Ark / Red. J. Smołucha, A. Wadas. — Kraków : Akademia Ignatianum, Wydawnictwo WAM, 2015. — S. 31-336.
- Writing skills of Podillya nobles in mid-16th century based on 1563 tax registry // Zeszyty Naukowe Uniwersytetu Jagiellońskiego. Prace Historyczne. — T. 143. — Zesz. 2 (2016). — S. 245—252.
- На маргінесі документа подільського князя Федора Коріатовича від 1392 р. // Ruthenica. — Київ: Інститут історі України, 2016. — Вип. XIII. — c. 188—197.
- Три мови, одне воєводство: письменність подільської шляхти у середині XVI століття // Київська Академія. — Київ: Дух і Літера, 2016. — Вип. 13. — С. 62–87.
- Формування території історичного Поділля у другій половині XIV ст. // Український історичний журнал. — 2017. — № 3. — С. 67–82.
- Володіння «трьох татарських царів» та уявлення про «потрійне Поділля» в битві під Ґрюнвальдом // Український історичний журнал. — 2018. — № 1. — С. 4–17.
- Жереб як спосіб визначення меж володінь: декілька міркувань про довіру до середньовічних документів, відомих за пізнішими копіями // Inter Regnum et Ducatum. Studia ofiarowane Profesorowi Janowi Tęgowskiemu w siedemdziesiątą rocznicę urodzin / Red. P. Guzowski, M. Liedke, K. Boroda. — Białystok: Instytut Badań nad Dziedzictwem Kulturowym Europy, 2018. — S. 397—413.
- Bojarzy-szlachta jako chłopi i ich poddani w świetle inwentarza starostwa barskiego na początku XVII wieku // Chłopi na ziemiach dawnej Rzeczypospolitej do czasów uwłaszczenia / Red. Dorota Michaluk. — Ciechanowiec–Warszawa, 2019. — S. 105—117.
- Сенатори Руського, Подільського та Белзького воєводств на люблінському сеймі 1569 р. // Український історичний журнал. — № 2. — 2019. — С. 46–66.
- Posłowie ruskich województw Korony na sejmie lubelskim w styczniu-lutym 1569 roku // Rocznik Lituanistyczny. — Rocz. 6. — 2020. — S. 95–119.
- Podolian Melting Pot: Formation of Multicultural Community of Nobles on the Eastern Border of Polish Kingdom of the Fifteenth Century Europe // Український історичний журнал. — № 4. — 2020. — C. 125—136.
- Od Krewa do Lublina. Unie w ujęciu Rusi i ich przentacja w historiografii ukriańskiej // Unie międzypaństwowe — parlamentaryzm — samorządność. Studia z dziejów ustroju Rzeczypospolitej obojga narodów. Red. Wacław Uruszczak, Zdzisław Noga, Michał Zwierzykowski, Krzysztof Fokt. — Warszawa: Wydawnictwo sejmowe, 2020. — C. 91–110.
- Реляція Яна Потоцького про битву під Баворовим у 1589 році // Studia i materiały z historii nowożytnej Europy Środkowo-Wschodniej / Red. Tomasz Kargol, Witalij Michałowski. — Kraków–Kijów: Historia Iagiellonica–Tempora, 2021. — T. 2. — S. 97–108.
- Іменування та письмове означення осіб у пізньосередньовічних документах на прикладі двомовного акта від 19 жовтня 1404 р. // Український історичний журнал. — 2022. — № 1. — С. 137—154.
- В тіні унії. Що отримали руські воєводства Польського королівства на Люблінському сеймі 1569 року // Studia i materiały z historii nowożytnej Europy Środkowo-Wschodniej / Red. Tomasz Kargol, Witalij Michałowski. — Kraków–Kijów: Historia Iagiellonica–Tempora, 2022. — T. 3. — S. 9–36.
- За що сперечалися король Владислав II Яґайло з Ядвіґою Пілецькою та Ельжбетою Ґрановською: справа Тичина й околиць 1404 р. // Ruthenica. Щорічник середньовічної історії та археології Східної Європи, Київ: Інститут історії України НАН України, 2022. — T. XVII. — С. 57–69.
- Перші роки функціонування галицького земського суду (1435—1440): учасники та кількість засідань // Галич. Збірник наукових праць. Вип. 7. / За ред. А. Стасюка. Івано-Франківськ: «Лілея НВ», 2022. — 105—142.
- «Аби не було війни»? (Як сприймати війни у нашій історії) // ПЕРЕЛОМ: Війна Росії проти України у часових пластах і просторах минувшини. Діалоги з істориками. Відпов. ред. Валерій Смолій; упоряд.: Геннадій Боряк, Олексій Ясь, Світлана Блащук. — Київ: НАН України. Інститут історії України, 2023. — Книга 3. — С. 40–47.
- Влада далека і близька у вимірі пізнього Середньовіччя в українській історії // Київська академія. — 2023. — Вип. 20. — С. 52–58.